# 500 kilomètres de Silverstone FIA GT 2001
Navigation
Édition précédente Édition suivante
Les 500 kilomètres de Silvesrtone 2001 FIA GT, disputées le 13 mai 2001 sur le circuit de Silverstone, sont la quatrième manche du championnat FIA GT 2001.

## Course

### Classement de la course
| Pos.   | Catégorie | N° | Écurie                     | Pilotes                                       | Châssis                   | Pneus | Tours/Abandon |
| Pos.   | Catégorie | N° | Écurie                     | Pilotes                                       | Moteur                    | Pneus | Tours/Abandon |
| ------ | --------- | -- | -------------------------- | --------------------------------------------- | ------------------------- | ----- | ------------- |
| 1      | GT        | 7  | Larbre Compétition Chéreau | Christophe Bouchut Jean-Philippe Belloc       | Chrysler Viper GTS-R      | M     | 93            |
| 1      | GT        | 7  | Larbre Compétition Chéreau | Christophe Bouchut Jean-Philippe Belloc       | Chrysler 8.0L V10         | M     | 93            |
| 2      | GT        | 4  | Team Carsport Holland      | Michael Bleekemolen Sebastiaan Bleekemolen    | Chrysler Viper GTS-R      | M     | 93            |
| 2      | GT        | 4  | Team Carsport Holland      | Michael Bleekemolen Sebastiaan Bleekemolen    | Chrysler 8.0L V10         | M     | 93            |
| 3      | GT        | 10 | Paul Belmondo Competition  | Claude-Yves Gosselin Anthony Kumpen           | Chrysler Viper GTS-R      | D     | 93            |
| 3      | GT        | 10 | Paul Belmondo Competition  | Claude-Yves Gosselin Anthony Kumpen           | Chrysler 8.0L V10         | D     | 93            |
| 4      | GT        | 12 | Paul Belmondo Racing       | Boris Derichebourg Vincent Vosse              | Chrysler Viper GTS-R      | D     | 93            |
| 4      | GT        | 12 | Paul Belmondo Racing       | Boris Derichebourg Vincent Vosse              | Chrysler 8.0L V10         | D     | 93            |
| 5      | GT        | 5  | Team Rafanelli             | Emanuele Naspetti Mimmo Schiattarella         | Ferrari 550 Maranello     | M     | 92            |
| 5      | GT        | 5  | Team Rafanelli             | Emanuele Naspetti Mimmo Schiattarella         | Ferrari 6.0L V12          | M     | 92            |
| 6      | GT        | 11 | Paul Belmondo Racing       | Emmanuel Clérico Didier Defourny              | Chrysler Viper GTS-R      | D     | 91            |
| 6      | GT        | 11 | Paul Belmondo Racing       | Emmanuel Clérico Didier Defourny              | Chrysler 8.0L V10         | D     | 91            |
| 7      | N-GT      | 62 | JMB Competition            | Christian Pescatori David Terrien             | Ferrari 360 Modena N-GT   | M     | 91            |
| 7      | N-GT      | 62 | JMB Competition            | Christian Pescatori David Terrien             | Ferrari 3.6L V8           | M     | 91            |
| 8      | GT        | 24 | Racing Box                 | Luca Cappellari Gabriele Matteuzzi            | Chrysler Viper GTS-R      | D     | 91            |
| 8      | GT        | 24 | Racing Box                 | Luca Cappellari Gabriele Matteuzzi            | Chrysler 8.0L V10         | D     | 91            |
| 9      | N-GT      | 54 | ART Engineering            | Fabio Babini Luigi Moccia                     | Porsche 911 GT3-RS        | P     | 91            |
| 9      | N-GT      | 54 | ART Engineering            | Fabio Babini Luigi Moccia                     | Porsche 3.6L Flat-6       | P     | 91            |
| 10     | GT        | 9  | Team A.R.T.                | Jean-Pierre Jarier François Lafon             | Chrysler Viper GTS-R      | D     | 90            |
| 10     | GT        | 9  | Team A.R.T.                | Jean-Pierre Jarier François Lafon             | Chrysler 8.0L V10         | D     | 90            |
| 11     | N-GT      | 77 | RWS Motorsport             | Luca Riccitelli Johnny Mowlem                 | Porsche 911 GT3-RS        | M     | 90            |
| 11     | N-GT      | 77 | RWS Motorsport             | Luca Riccitelli Johnny Mowlem                 | Porsche 3.6L Flat-6       | M     | 90            |
| 12     | N-GT      | 50 | Larbre Compétition Chéreau | Patrice Goueslard Sébastien Dumez             | Porsche 911 GT3-RS        | M     | 90            |
| 12     | N-GT      | 50 | Larbre Compétition Chéreau | Patrice Goueslard Sébastien Dumez             | Porsche 3.6L Flat-6       | M     | 90            |
| 13     | N-GT      | 63 | JMB Competition            | Andrea Garbagnati Batti Pregliasco            | Ferrari 360 Modena N-GT   | M     | 89            |
| 13     | N-GT      | 63 | JMB Competition            | Andrea Garbagnati Batti Pregliasco            | Ferrari 3.6L V8           | M     | 89            |
| 14     | N-GT      | 52 | EMKA Racing                | Tim Sugden Steve O'Rourke                     | Porsche 911 GT3-R         | D     | 89            |
| 14     | N-GT      | 52 | EMKA Racing                | Tim Sugden Steve O'Rourke                     | Porsche 3.6L Flat-6       | D     | 89            |
| 15     | N-GT      | 60 | Haberthur Racing           | Sylvain Noël Laurent Cazenave                 | Porsche 911 GT3-R         | D     | 89            |
| 15     | N-GT      | 60 | Haberthur Racing           | Sylvain Noël Laurent Cazenave                 | Porsche 3.6L Flat-6       | D     | 89            |
| 16     | N-GT      | 53 | ART Engineering            | Alberto Radaelli Andrea Bertolini             | Porsche 911 GT3-R         | P     | 89            |
| 16     | N-GT      | 53 | ART Engineering            | Alberto Radaelli Andrea Bertolini             | Porsche 3.6L Flat-6       | P     | 89            |
| 17     | N-GT      | 61 | Haberthur Racing           | Maurizio Possumato Bernardo Sá Nogueira       | Porsche 911 GT3-R         | D     | 84            |
| 17     | N-GT      | 61 | Haberthur Racing           | Maurizio Possumato Bernardo Sá Nogueira       | Porsche 3.6L Flat-6       | D     | 84            |
| 18     | N-GT      | 59 | Freisinger Racing          | Alexey Vasilyev Nikolai Fomenko               | Porsche 911 GT3-R         | Y     | 84            |
| 18     | N-GT      | 59 | Freisinger Racing          | Alexey Vasilyev Nikolai Fomenko               | Porsche 3.6L Flat-6       | Y     | 84            |
| 19     | N-GT      | 58 | Freisinger Motorsport      | Yukihiro Hane Nigel Smith                     | Porsche 911 GT3-R         | Y     | 84            |
| 19     | N-GT      | 58 | Freisinger Motorsport      | Yukihiro Hane Nigel Smith                     | Porsche 3.6L Flat-6       | Y     | 84            |
| 20     | N-GT      | 67 | MAC Racing                 | Maurizio Lusuardi Raffaele Sangiuolo          | Porsche 911 GT3-R         | D     | 84            |
| 20     | N-GT      | 67 | MAC Racing                 | Maurizio Lusuardi Raffaele Sangiuolo          | Porsche 3.6L Flat-6       | D     | 84            |
| 21     | N-GT      | 65 | Coca-Cola Racing Team      | Robert Pergl Jirko Malchárek Tom Sedivy       | Porsche 911 GT3-RS        | D     | 84            |
| 21     | N-GT      | 65 | Coca-Cola Racing Team      | Robert Pergl Jirko Malchárek Tom Sedivy       | Porsche 3.6L Flat-6       | D     | 84            |
| 22     | GT        | 8  | Proton Competition         | Christian Ried Gerold Ried                    | Porsche 911 GT2           | Y     | 81            |
| 22     | GT        | 8  | Proton Competition         | Christian Ried Gerold Ried                    | Porsche 3.8L Turbo Flat-6 | Y     | 81            |
| 23 DNF | GT        | 1  | Lister Storm Racing        | Jamie Campbell-Walter Tom Coronel             | Lister Storm              | M     | 90            |
| 23 DNF | GT        | 1  | Lister Storm Racing        | Jamie Campbell-Walter Tom Coronel             | Jaguar 7.0L V12           | M     | 90            |
| 24 DNF | GT        | 21 | GLPK Racing                | Wim Daems Tamás Illés                         | Chrysler Viper GTS-R      | D     | 86            |
| 24 DNF | GT        | 21 | GLPK Racing                | Wim Daems Tamás Illés                         | Chrysler 8.0L V10         | D     | 86            |
| 25 DNF | N-GT      | 57 | Freisinger Motorsport      | Wolfgang Kaufmann Xavier Pompidou             | Porsche 911 GT3-RS        | Y     | 72            |
| 25 DNF | N-GT      | 57 | Freisinger Motorsport      | Wolfgang Kaufmann Xavier Pompidou             | Porsche 3.6L Flat-6       | Y     | 72            |
| 26 DNF | GT        | 6  | Team Rafanelli             | Marc Duez Günther Blieninger                  | Ferrari 550 Maranello     | M     | 32            |
| 26 DNF | GT        | 6  | Team Rafanelli             | Marc Duez Günther Blieninger                  | Ferrari 6.0L V12          | M     | 32            |
| 27 DNF | GT        | 2  | Lister Storm Racing        | Julian Bailey David Warnock Nicolaus Springer | Lister Storm              | M     | 31            |
| 27 DNF | GT        | 2  | Lister Storm Racing        | Julian Bailey David Warnock Nicolaus Springer | Jaguar 7.0L V12           | M     | 31            |
| 28 DNF | N-GT      | 76 | RWS Motorsport             | Fabio Mancini Gianni Collini                  | Porsche 911 GT3-R         | M     | 15            |
| 28 DNF | N-GT      | 76 | RWS Motorsport             | Fabio Mancini Gianni Collini                  | Porsche 3.6L Flat-6       | M     | 15            |
| 29 DNF | GT        | 3  | Team Carsport Holland      | Jeroen Bleekemolen Mike Hezemans              | Chrysler Viper GTS-R      | M     | 1             |
| 29 DNF | GT        | 3  | Team Carsport Holland      | Jeroen Bleekemolen Mike Hezemans              | Chrysler 8.0L V10         | M     | 1             |
| 30 DNF | N-GT      | 51 | Larbre Compétition Chereau | Jürgen van Gartzen Bruno Eichmann             | Porsche 911 GT3-RS        | M     | 1             |
| 30 DNF | N-GT      | 51 | Larbre Compétition Chereau | Jürgen van Gartzen Bruno Eichmann             | Porsche 3.6L Flat-6       | M     | 1             |
| 31 DNF | N-GT      | 55 | Perspective Racing         | Thierry Perrier Michel Neugarten              | Porsche 911 GT3-RS        | D     | 1             |
| 31 DNF | N-GT      | 55 | Perspective Racing         | Thierry Perrier Michel Neugarten              | Porsche 3.6L Flat-6       | D     | 1             |